# Pink Cadillac (chanson)
Pour l’article homonyme, voir Pink Cadillac.
Singles de Bruce Springsteen
Fade Away (en)
(1981) Cover Me (en)
(1984)
Pink Cadillac est une chanson écrite et interprétée par Bruce Springsteen, publiée en face B du single Dancing in the Dark le 3 mai 1984.
La chanson est reprise par Bette Midler en 1983, Natalie Cole en 1988 dont la version est un succès international et Jerry Lee Lewis en 2006 dans son album Last Man Standing, en duo avec Bruce Springsteen.

## Histoire de la chanson
Bruce Springsteen a composé une première version de Pink Cadillac en décembre 1981. En octobre 1982, alors que Chuck Plotkin (en) et Toby Scott (en) sont en train de produire l'album No Frills de Bette Midler, ils demandent au chanteur, avec qui ils ont l'habitude de travailler, d'offrir Pink Cadillac à Bette Midler. Il accepte, mais il est tellement mécontent de l'enregistrement qu'il refuse de voir la chanson apparaître sur l'album. Il accepte cependant que Bette Midler l'interprète sur scène.
Springsteen enregistre à son tour la chanson lors des sessions de l'album Born in the U.S.A.. Si elle n'est pas retenue pour figurer sur l'album, elle sort finalement en face B du single Dancing in the Dark.

## Version de Natalie Cole
Pink Cadillac interprétée par Natalie Cole sort en single en février 1988, troisième extrait de l'album Everlasting.
C'est un succès dans plusieurs pays. Aux États-Unis, la chanson se classe 5e dans le Billboard Hot 100 et no 1 dans le Hot Dance Club Play.
Classements
| Classement (1988)                      | Meilleure position |
| -------------------------------------- | ------------------ |
| Allemagne (Media Control AG)           | 5                  |
| Australie (ARIA)                       | 6                  |
| Autriche (Ö3 Austria Top 40)           | 11                 |
| Belgique (Flandre Ultratop 50 Singles) | 16                 |
| Canada (100 Singles)                   | 4                  |
| États-Unis (Billboard Hot 100)         | 5                  |
| États-Unis (Hot Dance Club Play)       | 1                  |
| Irlande (IRMA)                         | 4                  |
| Nouvelle-Zélande (RMNZ)                | 4                  |
| Pays-Bas (Single Top 100)              | 26                 |
| Royaume-Uni (UK Singles Chart)         | 5                  |
| Suisse (Schweizer Hitparade)           | 2                  |

## Source de la traduction
- (en) Cet article est partiellement ou en totalité issu de l’article de Wikipédia en anglais intitulé « Pink Cadillac (song) » (voir la liste des auteurs).